# Drievoudig verhoogd zeshoekig prisma
Een drievoudig verhoogd zeshoekig prisma is in de meetkunde het johnsonlichaam J57. Deze ruimtelijke figuur kan worden geconstrueerd door een drie vierkante piramides J1 met hun grondvlakken op drie vierkante zijvlakken van een hexagonaal prisma te plaatsen, die geen van drieën naast elkaar liggen.
Een verhoogd zeshoekig prisma J54, een paradubbelverhoogd zeshoekig prisma J55 en een metadubbelverhoogd zeshoekig prisma J56 worden ook geconstrueerd door vierkante piramides tegen de vierkante zijvlakken van een hexagonaal prisma te plaatsen, achtereenvolgens een, twee en twee vierkante piramides, maar nooit tegen naast elkaar liggende vierkante zijvlakken van het prisma aan.
De 92 johnsonlichamen werden in 1966 door Norman Johnson benoemd en beschreven.
- (en)  MathWorld. Triaugmented Hexagonal Prism.